# Етамбутол/ізоніазид/рифампіцин
Етамбутол/ізоніазид/рифампіцин (також відомий як етамбутол/ізоніазид/рифампіцин) – це комбінований препарат, що використовується для лікування туберкульозу. До складу входять етамбутол, ізоніазид та рифампіцин. Його використовують як окремо, так і в комбінації з іншими протитуберкульозними препаратами. Препарат приймається перорально. Побічні ефекти відповідають тим, що характерні для кожного з компонентів препарату. Може бути непридатним для застосування у дітей.
Препарат входить до Орієнтовного переліку основних лікарських засобів, розробленого ВООЗ. Гуртова вартість у країнах, що розвиваються, становить приблизно від 6,74 до 16,13 долара США на місяць.